# 斑紋細鋤蛇鰻
斑紋細鋤蛇鰻（学名：Yirrkala maculata）為輻鰭魚綱鰻鱺目糯鰻亞目細鋤蛇鰻屬蛇鰻科的其中一種，分布於中西太平洋海域，棲息在底層水域，屬肉食性，生活習性不明。
其种加词“maculata”意为“有斑点的”。